# Football Club Rapid Mansfeldia Hamm Benfica 2008-2009
Questa voce raccoglie le informazioni riguardanti il Football Club Rapid Mansfeldia Hamm Benfica nelle competizioni ufficiali della stagione 2008-2009. 

## Rosa
| N. |                         | Ruolo | Calciatore                            |
| -- | ----------------------- | ----- | ------------------------------------- |
| 1  | Lussemburgo (bandiera)  | P     | Pit Theis                             |
| 12 | Lussemburgo (bandiera)  | P     | Jérôme Winckel                        |
| 6  | Portogallo (bandiera)   | D     | Jose Barreto Pereira                  |
| 8  | Italia (bandiera)       | D     | Andrea Borrelli                       |
| 26 | Portogallo (bandiera)   | D     | Angelo Rafael Calado da Silva Ventura |
| 25 | Portogallo (bandiera)   | D     | Jorge Carlos Micael da Silva          |
| 4  | Francia (bandiera)      | D     | Stéphane Hergott                      |
| 15 | RD del Congo (bandiera) | D     | Evariste Kabongo                      |
| 20 | Francia (bandiera)      | D     | David Lopez (FC RM Hamm Benfica)      |
| 16 | Serbia (bandiera)       | D     | Ernes Muhovic                         |
| 3  | Francia (bandiera)      | D     | Abderrahmane Sallani                  |

| N. |                        | Ruolo | Calciatore                         |
| -- | ---------------------- | ----- | ---------------------------------- |
| 13 | Lussemburgo (bandiera) | D     | Xavier Scholten                    |
| 10 | Italia (bandiera)      | C     | Pasquale Antonicelli               |
| 6  | Francia (bandiera)     | C     | Abdellah Bettahar                  |
| 31 | Lussemburgo (bandiera) | C     | Denis Cabrillon                    |
|    | Portogallo (bandiera)  | C     | Riccardo Miguel dos Santos Ramirez |
| 7  | Francia (bandiera)     | C     | Djilali Kehal                      |
| 5  | Francia (bandiera)     | C     | Kevin Molinero Linares             |
| 19 | Lussemburgo (bandiera) | C     | Jonathan Proietti                  |
| 11 | Francia (bandiera)     | A     | Aoued Aouaïchia                    |
| 17 | Francia (bandiera)     | A     | Frédéric Cicchirillo               |
|    | Portogallo (bandiera)  | A     | José Lima dos Santos               |